# Tratado de Gümrü
El tratado de Gyumri, también llamado tratado de Alexándropol, fue el acuerdo entre Armenia y Turquía que puso fin a la Guerra turco-armenia y acabó con el sueño de la Gran Armenia que establecía el tratado de Sèvres de 1920. Se firmó el 2 de diciembre de 1920.

## Contexto histórico
En respuesta al tratado de Sèvres, aceptado por el sultán y el gobierno otomano, se levantaron los nacionalistas al mando de Mustafá Kemal Atatürk, tomando el poder y combatiendo victoriosamente contra griegos, armenios, británicos, italianos y franceses logrando mantener la posesión de toda Anatolia y parte de Tracia Oriental, poniendo fin a las zonas de influencia de Francia e Italia, todo lo cual fue confirmado por la conferencia de Lausana en 1923.
De este modo las tropas kemalistas atacaron la parte de los territorios asignados a Armenia que esta controlaba. La República Democrática de Armenia, que recibió ayuda en armamento de los británicos, se vio atacada al mismo tiempo por Azerbaiyán, gobernado por los comunistas, que en junio de 1920 le obligó a firmar una tregua para poder atender al frente turco. En julio, los turcos apoyaron la toma del poder por los comunistas en Najicheván, donde se formó la República Socialista Soviética de Armenia. En septiembre, Armenia firmó la paz con Azerbaiyán cediendo Zangechur y Nagorno-Karabaj, y reconociendo el gobierno de Najicheván. La guerra siguió contra Turquía, que continuó su avance. En noviembre, los turcos tomaron Alexándropol (Gumru o Gyumrí) y el 2 de diciembre de 1920 se firmó la paz en virtud de la cual Armenia renunció a todos los distritos de Asia Menor que antes de la guerra eran turcos, así como a Kars y Ardahan, reconociendo la independencia de Najicheván.
- Datos: Q1347812